# Vasile Coșelev
Vasile Coșelev (ur. 12 lutego 1972 w Kiszyniowie) – mołdawski piłkarz występujący na pozycji bramkarza.

## Kariera klubowa
Coșelev karierę rozpoczynał w 1989 roku w drużynie Tighina Bendery, grającej w trzeciej lidze ZSRR. W tym samym roku przeszedł do drugoligowego Nistru Kiszyniów. W 1990 roku odszedł do trzecioligowej Zarei Bielce, a w 1991 roku występował w także trzecioligowej drużynie SKA Odessa.
W 1992 roku Coșelev został zawodnikiem Bugeacu Komrat, grającego w pierwszej lidze mołdawskiej. W tym samym roku zdobył z nim Puchar Mołdawii. W 1993 roku odszedł do Tiligulu Tyraspol. Dwukrotnie wywalczył z nim wicemistrzostwo Mołdawii (1993, 1994), a także dwukrotnie Puchar Mołdawii (1993, 1994).
Na początku 1995 roku Coșelev przeszedł do Zimbru Kiszyniów. Wraz z Zimbru dwa razy zdobył mistrzostwo Mołdawii (1995, 1996). W 1996 roku przeniósł się do klubu Constructorul-93, ale w styczniu 1997 odszedł z niego do Spumante Cricova. W połowie tego samego roku wrócił do Zimbru Kiszyniów. W 1998 roku wywalczył z nim mistrzostwo Mołdawii oraz Puchar Mołdawii. W 1999 roku wraz z Zimbru zdobył drugie mistrzostwo Mołdawii.
W 1999 roku Coșelev wyjechał do Rosji, gdzie grał w pierwszoligowych drużynach Krylja Sowietow Samara oraz Urałan Elista, trzecioligowym Sodowiku Sterlitamak i Dinamie Wołogda, a także w drugoligowym Lokomotiwie Czyta. W kolejnych latach był jeszcze zawodnikiem klubu CSCA-Rapid Kiszyniów, w którego barwach w 2010 roku zakończył karierę.

## Kariera reprezentacyjna
W reprezentacji Mołdawii Coșelev zadebiutował 2 września 1994 w wygranym 2:1 towarzyskim meczu z Azerbejdżanem. W latach 1994–1999 w drużynie narodowej rozegrał 16 spotkań.